# 조성우 (1988년)
조성우(趙誠佑, 1988년 2월 8일 ~ )는 전 KBO 리그 SK 와이번스의 내야수, 지명타자이다.

## SK 와이번스시절
2010년 8라운드 지명을 받아 입단했으나, 1군에 올라오지 못하고 그 해 11월 30일 KBO에 공시된 보류선수 명단에서 제외되면서 방출되었다. 그 후, 2012년에 다시 SK의 신고선수로 돌아와 2013년에 처음으로 1군에 올라왔다. 2013년 3월 30일 LG전에서 대타로 나와 상대투수 이상열을 상대로 데뷔 첫 타석 홈런이라는 진기록을 세웠다. 현재는 원주고등학교에서 타격코치로 있다.

## 출신 학교
- 평원초등학교
- 원주중학교
- 원주고등학교
- 한민대학교

## 통산 기록
| 연도 | 팀명  | 타율  | 경기 | 타수 | 득점 | 안타 | 2루타 | 3루타 | 홈런 | 루타 | 타점 | 도루 | 도실 | 볼넷 | 사구 | 삼진 | 병살 | 실책 |
| ---- | ----- | ----- | ---- | ---- | ---- | ---- | ----- | ----- | ---- | ---- | ---- | ---- | ---- | ---- | ---- | ---- | ---- | ---- |
| 2013 | SK    | 0.204 | 54   | 98   | 17   | 20   | 0     | 0     | 4    | 32   | 11   | 6    | 1    | 10   | 0    | 23   | 0    | 0    |
| 2014 | SK    | 0.000 | 3    | 2    | 1    | 0    | 0     | 0     | 0    | 0    | 0    | 0    | 0    | 0    | 0    | 0    | 0    | 0    |
| 통산 | 2시즌 | 0.200 | 57   | 100  | 18   | 20   | 0     | 0     | 4    | 32   | 11   | 6    | 1    | 10   | 0    | 23   | 0    | 0    |